# 봄브

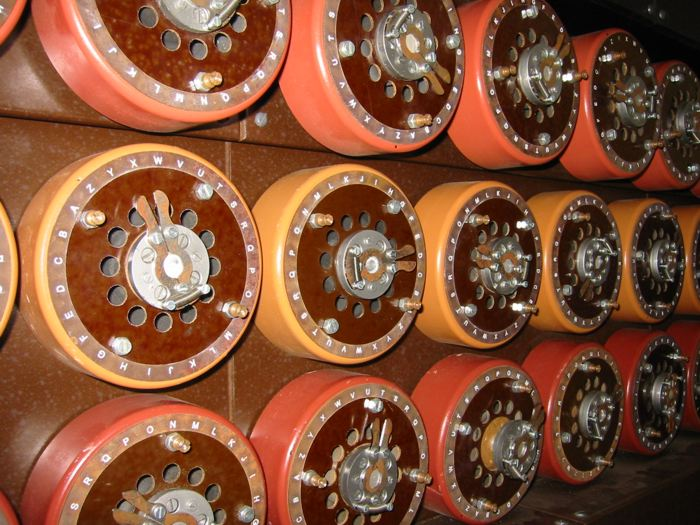

봄브(The Bombe)는 에니그마(Enigma) 해독의 초기 단계에서 나타난 모델이다.
봄브는 영국의 암호학자들이 사용한 전자동 기계로, 제2차세계대전 동안 독일의 에니그마를 해독하는 것을 돕기 위해 이용되었다. 이후 미국의 해군과 육군 또한 영국 봄브와 비슷한 기능의 기계를 다른 작동 원리로 만들었다. 
봄브의 초기 디자인은 1939년에 영국정부의 브레츨리 파크에 있었던 UK Goverment Code and Cypher School(GC&CS) 소속 앨런 튜링이 만들었다, 가장 진화된 형태는 1940년에 Goldon Welchman이 만들었다.
기계적 구조와 디자인은 영국의 Harold Keen of the British Tabulating Machine Company의 산물이다.
봄베의 원형이 되는 기계는 1938년 폴란드의 암호해독기관이었던 Biuro Szyfrów에서 일하던 암호학자 Marian Rejewski가 만들었으며, 그 원형은 "cryptologic bomb"로 불린다.
봄브는 독일군의 주요 메시지를 암호화 하던 애니그마의 설정(당일의 회전자의 설정,회전자 초기 시작 값, 플러그 보드의 연결 등)을 찾아내기 위하여 설계됐다.

## 같이 보기
- 에니그마의 해독
- 콜로서스 (컴퓨터)